# Tapmukjauratj (Jokkmokks socken, Lappland, 745887-164056)
Tapmukjauratj är en sjö i Jokkmokks kommun i Lappland och ingår i Luleälvens huvudavrinningsområde. Sjön har en area på 0,0727 kvadratkilometer och ligger 575 meter över havet. Tapmukjauratj ligger i Ultevis fjällurskog Natura 2000-område. Sjön avvattnas av vattendraget Vuousajåkåtj.

## Delavrinningsområde
Tapmukjauratj ingår i det delavrinningsområde (745992-163798) som SMHI kallar för Mynnar i Tjengaljåkkå. Medelhöjden är 687 meter över havet och ytan är 28,99 kvadratkilometer. Det finns inga avrinningsområden uppströms utan avrinningsområdet är högsta punkten. Vuousajåkåtj som avvattnar avrinningsområdet har biflödesordning 3, vilket innebär att vattnet flödar genom totalt 3 vattendrag innan det når havet efter 261 kilometer. Avrinningsområdet består mestadels av skog (47 procent) och kalfjäll (49 procent). Avrinningsområdet har 0,11 kvadratkilometer vattenytor vilket ger det en sjöprocent på 0,4 procent.